# Mare de Déu del Pilar (Arròs)
La Mare de Déu del Pilar d'Arròs és una església del poble d'Arròs al municipi de Vielha e Mijaran (Vall d'Aran) inclosa a l'Inventari del Patrimoni Arquitectònic de Catalunya.

## Descripció
És una capella de planta rectangular d'una sola nau en volta de canó; està orientada de Nord a Sud. La coberta sobresurt 1 m per la cara Sud és on hi ha situada la porta d'entrada. Aquesta és de configuració allindada amb pedra treballada que ressegueix el seu angle interior. També a la cara Sud hi ha una obertura rectangular en vertical i al capdamunt una espadanya (sense campanar); el mur de ponent també presenta una obertura tapada amb una fusta que té un motiu treballat a mà força interessant.